# Landange
Landange – miejscowość i gmina we Francji, w regionie Grand Est, w departamencie Mozela.
Według danych na rok 1990 gminę zamieszkiwało 197 osób, a gęstość zaludnienia wynosiła 41 osób/km² (wśród 2335 gmin Lotaryngii Landange plasuje się na 848. miejscu pod względem liczby ludności, natomiast pod względem powierzchni na miejscu 1028.).